# Massimo Stano
Massimo Stano (Grumo Appula, 27 de febrero de 1992) es un deportista italiano que compite en atletismo, especialista en la disciplina de marcha.
Participó en dos Juegos Olímpicos de Verano, obteniendo una medalla de oro en Tokio 2020, en la prueba de 20 km, y el cuarto lugar en París 2024, en la misma prueba. Ganó una medalla de oro en el Campeonato Mundial de Atletismo de 2022, en la prueba de 35 km.
En mayo de 2025 estableció una nueva plusmarca mundial de los 35 km (2:20:43).

## Palmarés internacional
| Juegos Olímpicos   | Juegos Olímpicos        | Juegos Olímpicos | Juegos Olímpicos |
| Año                | Lugar                   | Medalla          | Prueba           |
| ------------------ | ----------------------- | ---------------- | ---------------- |
| 2020               | Tokio (Japón)           | Medalla de oro   | 20 km marcha     |
| Campeonato Mundial |                         |                  |                  |
| Año                | Lugar                   | Medalla          | Prueba           |
| 2022               | Eugene (Estados Unidos) | Medalla de oro   | 35 km marcha     |